# Redaktionsgeschichte
Der Begriff Redaktionsgeschichte (auch Redaktionskritik; zu lateinisch redactio „[Text-]Überarbeitung“ und griechisch kritiké techne „Unterscheidungsvermögen“) als Teil der historisch-kritischen Methode bezüglich der Exegese biblischer Texte geht zurück auf Willi Marxsens im Jahre 1956 veröffentlichte Habilitationsschrift Der Evangelist Markus. Studien zur Redaktionsgeschichte des Evangeliums.
Die Redaktionskritik fragt nach der theologischen Ausrichtung der Verfasser und ggfs. Redaktoren eines biblischen Textes. Sie untersucht die Konzepte, die Verfasser und Redaktoren bei der Auswahl ihrer Themen, ihrer Textvorlagen, der Bearbeitung dieser Vorlagen und der Formulierung ihrer Texte sowie der Komposition des Gesamtwerkes geleitet haben. Der Blick, der sich bei Text- und Formkritik auf Details konzentriert hat, weitet sich in der Redaktionskritik wieder auf den theologischen Zusammenhang, in dem und für den der Endredaktor schreibt, um dann einzelne Passagen wieder in diesem Kontext begreifen zu können.

## Entstehung
Die redaktionsgeschichtliche Methode entstand seit den 1950er Jahren innerhalb der deutschsprachigen Exegese und wurde vor Marxsen ansatzweise bereits von Günther Bornkamm und Hans Conzelmann entwickelt, ohne dass jene den Begriff Redaktionsgeschichte explizit verwandt hätten. Insofern gilt Marxsen durch die Prägung dieses Begriffs und dessen Einführung in die Exegese auch international als der eigentliche Initiator dieser Methode. So wird beispielsweise in der französischen Exegese unübersetzt von La Redaktionsgeschichte gesprochen, analog ist der wissenschaftliche Sprachgebrauch im Englischen, Spanischen und Italienischen.
Das Anliegen redaktionsgeschichtlicher Forschung ist es insbesondere, die vorfindlichen biblischen Schriften auf das Wirken der Redaktoren zu untersuchen, die mit eigenen theologischen Positionen Texte oder Textsammlungen zusammengeführt, bearbeitet und dabei in ihrer Aussage verändert haben. Die alt- und neutestamentlichen Schriften sieht die Redaktionsgeschichte als Werke verschiedener Redaktoren an, die sie mit jeweils bestimmten theologischen Interessen komponiert haben.

## Ansatzpunkte
Einige Ansatzpunkte für die redaktionsgeschichtliche Untersuchung:
- Stilistische Verbesserungen (Präsens Historicum bei Mk, Vergangenheitsform bei Lk)
- Erläuterungen (Ergänzungen für eine spezifische Leserschaft)
- Auslassungen (dem Redaktor erscheint etwas als überflüssig oder unpassend)
- Neuformulierung eines Bildes (Bilder müssen den Zuhörern verständlich sein)
- Umstellungen in Abläufen (Versuchung Jesu bei Mt: Wüste – Jerusalem – Berg, bei Lk: Wüste – Berg – Jerusalem)
- Ergänzung des Stoffes aus anderen Traditionslinien
- Straffung und Kürzung
- Komposition zunächst unabhängiger Aussagen
- Dramatisierung einer Erzählung

Da die Redaktionsgeschichte die Kenntnis unterschiedlicher Traditionslinien voraussetzt, wird sie vorwiegend im Bereich der Evangelienexegese eingesetzt, wo die synoptische Überlieferung reiches Material bietet. Ihre Methodik lässt sich analog auf andere Texte anwenden, sofern mehrere Überlieferungslinien greifbar sind. Beispielhaft kann die Tradition der alttestamentlichen Schöpfungsgeschichten genannt werden, in die auch die Auseinandersetzung mit babylonischem Gedankengut eingeflossen ist (→ Gilgamesch-Epos).

## Weitere Vorgehensweise
Um methodisch die Redaktion an einem Text untersuchen zu können, müssen zuvor die Passagen erkannt und isoliert worden sein, die in einen existierenden Text nachträglich eingefügt wurden. Redaktionsgeschichte ist somit nur nach voraufgehender Literarkritik möglich. Darauf wies W. Richter hin („Exegese als Literaturwissenschaft“, 1971). Folglich sollte nicht allgemein und unpräzis von „Traditionen“ gesprochen werden, die nachträglich miteinander verbunden werden, sondern es geht präzise um „Texte“ bzw. Teile davon. Für jeden zuvor isolierten redaktionellen Beitrag kann via Stilistik sowohl die Technik des Einfügens wie auch die Motivation für den Eingriff erfasst werden.
Standard ist, dass ein redaktioneller Eingriff – vor allem in einen künstlerisch anspruchsvollen Text – dort die literarische Struktur (zer-)stört, widersprüchliche Informationen einträgt, für Irritationen sorgt. All das ist die Chance für Literarkritik, die redaktionellen Beiträge zu isolieren. – Nach umfangreichen Analysen an der Josefsgeschichte (Gen 37–50) hat Harald Schweizer folgende Motivationen von Redaktoren erhoben. Genannt wird je ein illustrierendes Textbeispiel. Es könnten aber meist mehrere genannt werden:
- Tötung der Erzählspannung durch Vorgriffe (laut sekundärem Gen 37,4 „hassten“ die Brüder Josef, wobei man erzählerisch dies noch nicht verstehen kann, sondern allenfalls erst nach seiner Traumerzählung (37,6–8/original))
- Zerdehnung des Textes durch Auffüllen von Erzähllücken (Gen 41,36–40/original gelangt Josef atemberaubend an die Spitze des ägyptischen Staates; in 41,41–43 hat dies ein Redaktor noch mit Siegelring, Goldkette, prunkvollen Kleidern und Jubelrufen ausgeschmückt).
- Schmarotzender Missbrauch durch Zusatzakzente und Korrekturen (Gen 47: das „ganze“ Land der Ägypter ging in den Besitz Pharaos über, aber- nun beginnt der redaktionelle Beitrag (47,22) – nicht das der Priester)
- Fluch der bösen Tat: redaktioneller Zugzwang (im Original träumt der Pharao in Gen 41 nur einmal. Ein Redaktor lässt ihn ein zweites Mal träumen V.5–7. Das zwingt ihn nachfolgend zu betonen, es habe sich aber nur um einen einzigen Traum gehandelt: V.25bc; und es müssen die Traumerzählung – V.22–24a – und dann die Traumdeutung – V.25–28 – verdoppelt werden)
- emotionale Nivellierung (45,24cd: bisweilen können Redaktoren heftige Gefühle, die literarisch eigentlich verständlich sind, nicht aushalten und dämpfen, nivellieren daher: „seid nicht erregt!“)
- gewaltsame Integrierung der religiösen Ebene – Missachtung der Erzählfiktion (die Verlorenheit Josefs in Ägypten – Anfang Gen 39 –, die Ungewissheit des weiteren Schicksals hielt ein Redaktor nicht aus und fügte mehrfach hinzu, dass Jahwe mit ihm war. Der Originaltext lässt an dieser Stelle die Leser/Hörer die Perspektivlosigkeit Josefs durchleben, er bietet auch keinen tröstenden Ausblick auf den Retter im Hintergrund)
- Oberlehrerhafte Verstärkungen, falsche Dramatisierungen (alles, was eine nachträgliche pathetische/quantitative Aufladung des Originaltextes bewirkt. So werden in 50,7–10 die Trauerfeierlichkeiten um den verstorbenen Israel/Jakob dramatisch ausgeweitet)
- Nicht-Aushalten poetischer Bildhaftigkeit und Provokation (in Gen 41 ergänzt der Redaktor das originale, aber ihm fremdere „Kühe“-Bild um das vertrautere der „Ähren“)

### Einführungen
- Reinhard G. Kratz / Otto Merk: Redaktionsgeschichte/Redaktionskritik I. Altes Testament II. Neues Testament. Theologische Realenzyklopädie 28 (1997), 367–378 und 378–384 (materialreich; vor allem Forschungsgeschichte der RG)
- Heinrich Zimmermann: Neutestamentliche Methodenlehre. Darstellung der historisch-kritischen Methode. 7. Auflage, Stuttgart 1982 (S. 215–238 zur Redaktionsgeschichte; sehr verständlich)
- N. Perrin: What is Redaction Criticism? Philadelphia 1969.
- Stephen S. Smalley: Redaction Criticism. In: I. H. Marshall (Hg.): New Testament Interpretation. Essays on Principles and Methods, Exeter 1977, 181-195.

### Klassiker
- Hans Conzelmann: Die Mitte der Zeit. Studien zur Theologie des Lukas. BHTh 17. Mohr Siebeck, Tübingen 1954. (7. Auflage 1993) ISBN 3-16-145946-6
- Willi Marxsen: Der Evangelist Markus. Studien zur Redaktionsgeschichte des Evangeliums. FRLANT 67. Vandenhoeck & Ruprecht, Göttingen 1956. (2. Auflage 1959)
- Günther Bornkamm/Gerhard Barth/Heinz Joachim Held: Überlieferung und Auslegung im Matthäusevangelium. WMANT 1. Neukirchener Verl., Neukirchen-Vluyn 1960. (7. Auflage 1975)
- Joachim Rohde: Die redaktionsgeschichtliche Methode. Einführung und Sichtung des Forschungsstandes. Furche-Verl., Hamburg 1966. (ausführliche Beschreibung der bis dahin erschienenen redaktionsgeschichtlichen Arbeiten von Bornkamm, Marxsen, Conzelmann u. a.)
- Tim Schramm: Der Markus-Stoff bei Lukas. Eine literarkritische und redaktionsgeschichtliche Untersuchung. SNTS Monograph Series 14. University Press, Cambridge 1971.

### Methode
- Harald Schweizer: Weitere Impulse zur Literarkritik. In: Biblische Notizen. 80, 1995, S. 73–99 (PDF; 2,3 MB)
- Harald Schweizer: Josefsgeschichte. Grammatik – Interpretation – Datierung – Wirkungsgeschichte. In: Biblische Notizen 107/108, 2001, S. 120–145 (PDF; 65 kB)
- Vgl. Alternativ-Grammatik